# Nokia 1208
Nokia 1208 – telefon komórkowy wyprodukowany przez firmę Nokia. Korzysta z systemów GSM 900 oraz 1800. Telefon posiada system głośnomówiący, a także latarkę. Jego wymiary to 102x44,1x17,5 mm, a pojemność akumulatora wynosi 700 mAh. Kolorowy wyświetlacz pokazuje 65 tys. kolorów. Wyświetlacz ma wymiary 96 x 68 mm.